# Hoplitis yermasoyiae
Hoplitis yermasoyiae là một loài Hymenoptera trong họ Megachilidae. Loài này được Mavromoustakis mô tả khoa học năm 1938.